# District Kosj-Agatsjski

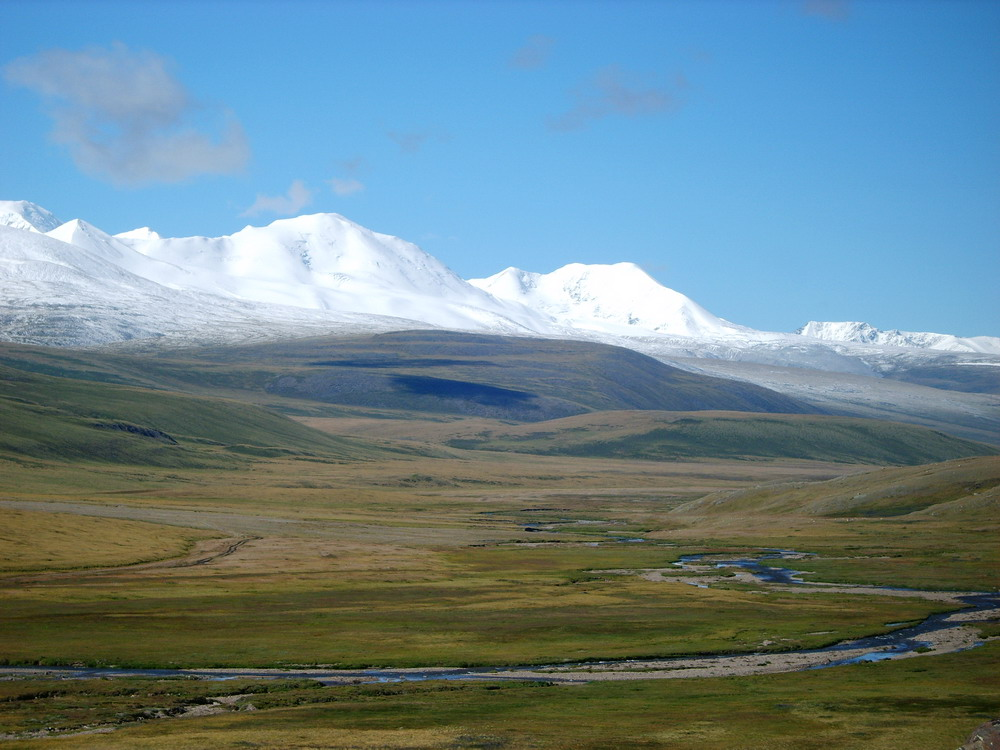
De riviervallei van de Kaloety met de Tabyn-Bogdo-Ola ("5 heilige pieken") op de achtergrond op het afgelegen Oekokplateau

Het district Kosj-Agatsjski (Russisch: Кош-Агачский район; Kosj-Agatsjski rajon, Altaj: Кош-Агаш аймак; Kosj-Agasj ajmak) is een van de 10 gemeentelijke districten van de Russische autonome republiek Altaj. Het bestuurlijk centrum is het gelijknamige dorp Kosj-Agatsj.
De oppervlakte bedraagt 19.845 km² en er woonden 16.426 mensen bij de volkstelling van 1989 en 17.353 bij de volkstelling van 2002.

## Geografie
Het district ligt in het zuiden van de republiek en grenst aan Mongolië, de volksrepubliek China, Kazachstan en binnen Rusland aan de republiek Toeva en binnen de republiek aan de gemeentelijke districten Oelaganski, Oest-Koksinski en Ongoedajski.
Het district kent verschillende unieke landschappen, die meer overeenkomen met de landschappen van Mongolië dan met de rest van de republiek Altaj. Het district wordt gekenmerkt door een grote semi-aride vlakte, de Tsjoejasteppe, op een hoogte van 2000 meter, die wordt omringd door bergen met eeuwige sneeuw. Er bevinden zich ook droogsteppe, toendralandschappen en toendrasteppe. De Tsjoejavlakte wordt doorsneden door de rivier de Tsjoeja.
Rond de rivier de Dzjazator bevindt zich een meer bosachtig gebied met aan noordzijde ceder-, lariks- en gemengde zilverspar-lariksbossen en aan zuidzijde een parklandschap van lariksbossen, die bij de bergen oprijzen tot 2400 meter.
Tot de schaarse aanwezige flora en fauna tellen ook 20 plantsoorten en 30 diersoorten die op de rode lijst van de republiek Altaj staan en een aantal Mongoolse exoten. Er bevinden zich twee zakazniks; Sajljoegemski en Sjavlinski.
Het gebied omvat ook het afgelegen Oekokplateau (onderdeel van het UNESCO-werelderfgoedmonument Gouden Bergen van de Altaj), waar in 1993 de 2500-jaar oude mummie van de "Oekokprinses" werd opgegraven. Deze mummie, die zich nu in Novosibirsk bevindt, heeft veel discussie op doen waaien over de afkomst onder de Altaj, die de mummie terug willen.
In het gebied heerst een streng landklimaat. Het district vormt het koudste gebied binnen de deelrepubliek. De gemiddelde wintertemperatuur bedraagt -45°C en kan dalen tot -63°C. De gemiddelde jaartemperatuur bedraagt -7°C. Meer dan 7 maanden ligt er sneeuw en op veel plekken komt permafrost voor; 1,5 tot 50 meter diep. Het aantal vorstvrije dagen bedraagt gemiddeld ongeveer 68 dagen per jaar, hetgeen in koudere jaren kan dalen tot 30 tot 35 dagen. Op deze plekken kunnen zich scherpe temperatuurschommelingen voor doen in slechts 24 uur tijd. Vanwege de strenge klimatologische omstandigheden is het district in 1992 opgenomen in de lijst van gebieden die voldoen aan de criteria die heersen in het Hoge Noorden, hetgeen betere arbeidsvoorwaarden kan opleveren voor mensen die er werken.
De regenval is er uitzonderlijk laag; gemiddeld 127 mm per jaar, met een januarigemiddelde van slechts 7 mm en een juligemiddelde van 27 mm.

## Plaatsen

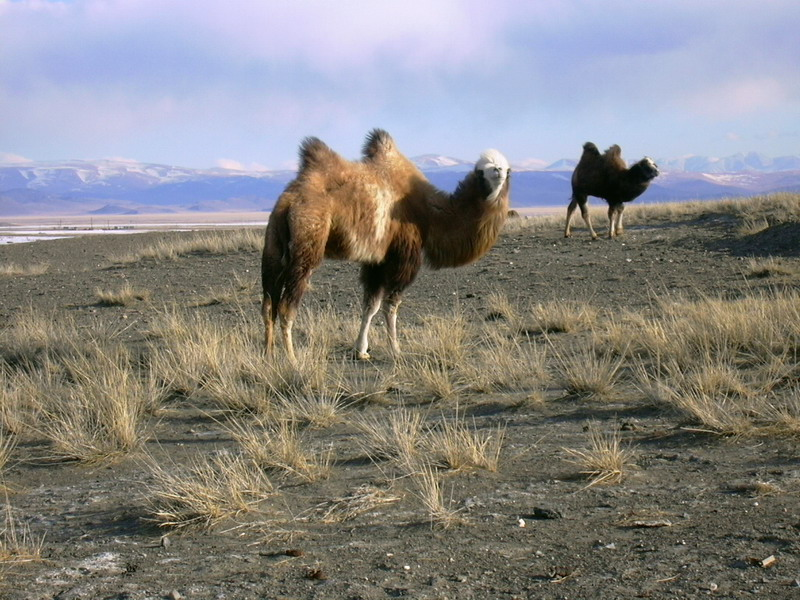
Kamelen in het district

Het district omvat 14 plaatsen waar ruim 17.000 mensen wonen. Dit zijn overwegend Kazachen (die hierheen trokken in het begin van de 20e eeuw) en Altaj (Telengiten) met kleine Russische minderheden. In de regio ligt de vroegere traditionele grens tussen de stamgebieden van de Altaj en die van de Kazachen; in de hoofdplaats Kosj-Agatsj. Deze wordt net als de dorpen Tasjanta en Zjana-Aoel vooral bewoond door Kazachen.
Kosj-Agatsj ligt op 471 kilometer ten zuidoosten van het republiekscentrum Gorno-Altajsk aan de Tsjoejatrakt, die het noorden van het district doorschrijdt naar Mongolië en de enige verharde weg in het district is. Kosj-Agatsj wordt beschouwd als de droogste plaats van Rusland. Er komen zelfs kamelen voor.
| Naam               | Russisch        | Postcode (6497xx) |
| Aktal (onbewoond)  | Актал           | 85                |
| Arkyt              | Аркыт           | 72                |
| Beljasji/Dzjazator | Беляши/Джазатор | 72                |
| Beltir             | Бельтир         | 89                |
| Kokorja            | Кокоря          | 86                |
| Koeraj             | Курай           | 92                |
| Kosj-Agatsj        | Кош-Агач        | 80                |
| Kyzyl-Tasj         | Кызыл-Таш       | 92                |

| Naam              | Russisch          | Postcode (6497xx) |
| Moechor-Tarchata  | Мухор-Тархата     | 79                |
| Ortolyk           | Ортолык           | 70                |
| Tasjanta          | Ташанта           | 87                |
| Tebeler           | Тебелер           | 77                |
| Telengit-Sortogoj | Теленгит-Сортогой | 80                |
| Tsjagan-Oezoen    | Чаган-Узун        | 91                |
| Zjana-Aoel        | Жана-Аул          | 85                |

Bestuurlijk gezien is het district opgedeeld in 11 selskieje poselenieja (rurale gemeenten):
| Naam                   | Hoofdplaats        | Overige plaatsen |
| Beltirskoje            | Beltir             |                  |
| Dzjazatorskoje         | Beljasji/Dzjazator | Arkyt            |
| Kazachskoje            | Zjana-Aoel         | Aktal            |
| Kokorinskioje          | Kokorja            |                  |
| Koerajskoje            | Koeraj             | Kyzyl-Tasj       |
| Moechor-Tarchatinskoje | Moechor-Tarchata   |                  |
| Ortolykskoje           | Ortolyk            |                  |
| Tasjantinskoje         | Tasjanta           |                  |
| Tebelerskoje           | Tebeler            |                  |
| Telengit-Sortogojskoje | Telengit-Sortogoj  |                  |
| Tsjagan-Oezoenskoje    | Tsjagan-Oezoen     |                  |

## Economie
Het district is gericht op de mijnbouw: winning van wolfraam-molybdeenerts en de landbouw: fokkerijen van vee, geiten, schapen, paarden en rendieren (voor hun hoorns). In het begin van de 21e eeuw steeg het aantal toeristen sterk.

## Cultuur
In het dorp Kokorja bevindt zich een museum voor regionale geschiedenis en in het dorp Zjana-Aoel werd in 2001 een museum voor Kazachse cultuur geopend.